# Aporosa subcaudata
Aporosa subcaudata är en emblikaväxtart som beskrevs av Elmer Drew Merrill. Aporosa subcaudata ingår i släktet Aporosa och familjen emblikaväxter. Inga underarter finns listade i Catalogue of Life.